# Arya Babbar
Arya Babbar (ur. 4 stycznia 1981 w Nowym Jorku, USA) – bollywoodzki aktor, syn aktora Raj Babbara, nominowany do nagrody Screen Weekly za swój debiut w 2002 roku w Ab Ke Baras. Jego siostra Juhi Babbar też jest aktorką.

## Filmografia
- 2002: Ab Ke Baras jako Karan/Abhay
- 2003: Mudda: The Issue jako Rajbir (syn Balli)
- 2007: Guru jako Jignesh
- 2008: Chamku
- 2009: Za kratami jako Kabir Malik
- 2010: Tees Maar Khan jako Inspektor
- 2010: Chehere
- 2011: Ready